# Peter Pan (Ultimo)
| Recensione        | Giudizio |
| ----------------- | -------- |
| Rockol            |          |
| All Music Italia  |          |
| Recensiamo Musica |          |

Peter Pan è il secondo album in studio del cantautore italiano Ultimo, pubblicato il 9 febbraio 2018.
Con il brano Il ballo delle incertezze l'artista ha vinto nella sezione "Nuove proposte" al Festival di Sanremo 2018.
Un anno dopo la sua pubblicazione riesce a raggiungere la vetta dalla classifica FIMI degli album più venduti, dove ha totalizzato oltre 150 settimane in classifica.

## Descrizione
L'album contiene 16 tracce (due delle quali registrate in presa diretta, pianoforte e voce), tutte scritte e composte da Ultimo. La produzione del disco è stata curata dal duo Enemies (Yoshimitsu e Manusso) e da Matteo Costanzo. Tutti i brani sono stati registrati a Roma, all'Enemies Lab.
Il disco è stato anticipato dalla pubblicazione del singolo sanremese Il ballo delle incertezze e della versione acustica, pianoforte e voce, di La stella più fragile dell'universo.

## Tracce
Testi e musiche di Niccolò Moriconi.
1. Buon viaggio – 3:11
2. Canzone stupida – 3:56
3. La stella più fragile dell'universo – 3:46
4. Cascare nei tuoi occhi – 3:46
5. Poesia senza veli – 3:38
6. Il ballo delle incertezze – 3:23
7. Peter Pan (Vuoi volare con me?) – 3:46
8. Dove il mare finisce – 3:20
9. Le stesse cose che facevo con te – 3:12
10. Ti dedico il silenzio – 3:54
11. Domenica – 3:10
12. Vorrei soltanto amarti – 2:58
13. Il vaso – 4:12
14. La casa di un poeta (Piano Live Studio) – 3:31
15. Farfalla bianca (Piano Live Studio) – 3:15
16. Forse dormirai – 3:58

## Classifiche

### Classifiche settimanali
| Classifica (2019) | Posizione massima |
| ----------------- | ----------------- |
| Italia            | 1                 |

### Classifiche di fine anno
| Classifica (2018) | Posizione |
| ----------------- | --------- |
| Italia            | 7         |
| Classifica (2019) | Posizione |
| Italia            | 4         |
| Classifica (2020) | Posizione |
| Italia            | 29        |
| Classifica (2021) | Posizione |
| Italia            | 69        |
| Classifica (2022) | Posizione |
| Italia            | 72        |
| Classifica (2024) | Posizione |
| Italia            | 96        |